# Tanga (Tanzânia)

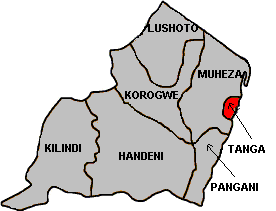
Localização de Tanga.

Tanga é tanto o nome da cidade portuária mais ao norte da Tanzânia, e a Região de Tanga. É o quartel-general da região.
A cidade de Tanga se localiza no Oceano Índico, perto da fronteira com o Quênia. Grandes produtos de exportação do porto de Tanga incluem sisal, café, chá, e algodão.

## Cidades-irmãs
- Eckernförde, Alemanha (desde 1963)
- Toledo, Ohio, Estados Unidos (desde 28 de agosto de 2001)